# Єлшанка (Сарактаський район)
Єлша́нка (рос. Елшанка) — село у складі Сарактаського району Оренбурзької області, Росія.

## Населення
Населення — 130 осіб (2010; 175 у 2002).
Національний склад (станом на 2002 рік):
- казахи — 69 %